# دئوکسی‌گوانوزین مونوفسفات
دئوکسی‌گوانوزین مونوفسفات (به انگلیسی: Deoxyguanosine monophosphate) یا (dGMP) با فرمول شیمیایی C۱۰H۱۴N۵O۷P یک نوکلئوزید مونوفسفات با شناسه پاب‌کم ۱۶۱۰۷۵ است که جرم مولی آن ۳۴۷٫۲۲۴۳ g/mol می‌باشد. 